# Daniele Padelli
Daniele Padelli (Lecco, 25 ottobre 1985) è un calciatore italiano, portiere dell'Udinese.

## Biografia
Nasce a Lecco ma la sua famiglia risiede a Rogolo, dove cresce. Il 20 giugno 2015 si sposa con Claudia, conosciuta ai tempi dell'Udinese; il suo testimone di nozze fu Riccardo Meggiorini, compagno di squadra al Bari e al Torino. Studente di Scienze motorie presso l'Università Telematica San Raffaele Roma, nel 2024 si è laureato.

## Carriera

### Club

#### Gli inizi, Sampdoria e vari prestiti
Cresciuto nel Piantedo, squadra valtellinese di seconda categoria, passa al Lecco nel 2001 e poi al Como l'anno successivo.
Nel 2004, causa fallimento della società lariana, si trasferisce a titolo definitivo alla Sampdoria dove gioca per un anno nella formazione Primavera, venendo convocato varie volte anche in prima squadra pur senza mai debuttare. L'anno successivo viene girato in prestito al Pizzighettone, in Serie C1 (33 presenze e 29 gol subiti), e poi la stagione seguente al Crotone, in Serie B (una presenza e 2 gol subiti).
Nel gennaio 2007 gli inglesi del Liverpool prelevano il giocatore in prestito fino al termine della stagione. L'esordio da titolare in Premier League avviene nell'ultima giornata del torneo, il 13 maggio 2007 ad Anfield, gara in cui i Reds pareggiano 2-2 contro il Charlton.
L'estate seguente la Sampdoria lo riporta in Italia, cedendolo sempre in prestito al Pisa, in Serie B, club con cui disputa diverse amichevoli precampionato e la gara di Coppa Italia a Napoli. In avvio di stagione resta inizialmente in panchina, esordendo solo alla quarta giornata di campionato, nella sconfitta interna contro il Brescia (0-3); nelle giornate successive l'allenatore Gian Piero Ventura gli preferisce definitivamente il più esperto Davide Morello. Nel 2007-2008 colleziona 8 presenze con 13 gol subiti.
Nell'agosto 2008 viene ceduto, ancora in prestito, all'Avellino. Coi biancoverdi colleziona 15 presenze e 29 gol subiti, retrocedendo in Lega Pro Prima Divisione a fine stagione. Terminata l'esperienza irpina, rientra inizialmente alla Sampdoria prima che il club il genovese, nell'estate 2009, lo ceda nuovamente in prestito al Bari, dove va a ricoprire il ruolo di vice di Jean François Gillet. Fa il suo esordio in Serie A e con i pugliesi il 9 maggio 2010, nella partita sul campo dell'Udinese (3-3). Nel luglio 2010 viene rinnovato il prestito di Padelli a Bari anche per la stagione seguente.

#### Udinese e Torino
Al termine del biennio barese, nell'estate 2011 la Sampdoria cede il portiere all'Udinese a titolo temporaneo; l'estate seguente il trasferimento in Friuli diventa definitivo. Con il club bianconero scende in campo 12 volte.

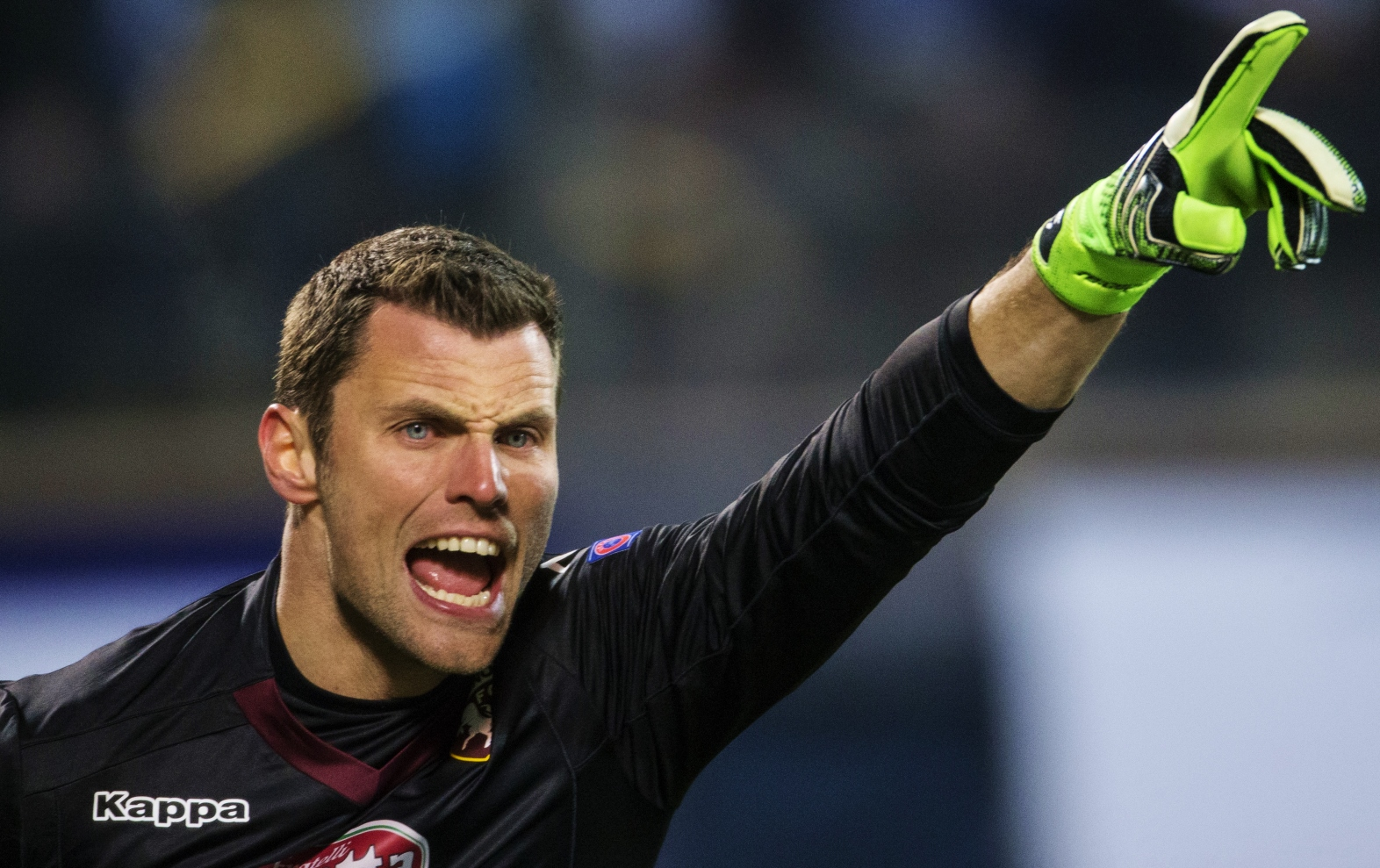
Padelli con il Torino nel 2015

In scadenza di contratto, nel maggio 2013 si accorda con il Torino con la prospettiva di diventare il titolare della porta granata, complice la lunga squalifica comminata al collega Gillet. Debutta con i piemontesi il 17 agosto seguente, nella partita casalinga di Coppa Italia persa contro il Pescara (1-2); l'esordio nelle coppe europee avviene in occasione della sfida per il primo turno preliminare di Europa League contro il Brommapojkarna, che vede i granata corsari in Svezia (3-0).
Terminata la squalifica di Gillet, Padelli perde inizialmente la titolarità in campionato, mantenendo il posto solo nelle gare di Europa League, ma successivamente si riprende i pali del Torino anche in Serie A, costringendo Gillet ad accasarsi al Catania. In occasione della partita contro l'Empoli del 6 maggio 2015, commette un errore clamoroso: gioca di prima una palla passatagli da Moretti, ma invece di servire Maksimović, svirgola il pallone, indirizzandolo nella propria porta. Confermatosi titolare per tutta la stagione 2015-2016, nella successiva deve tuttavia cedere le chiavi della porta all'inglese Joe Hart, arrivato in prestito dal Manchester City. Conclude l'esperienza a Torino con 116 presenze e 146 gol subìti.

#### Inter
Il 3 luglio 2017 si trasferisce all'Inter, chiamato a fare da dodicesimo al titolare Samir Handanovič. Il 12 dicembre dello stesso anno, in Coppa Italia, gioca per la prima volta in maglia nerazzurra nella partita vinta contro il Pordenone, rendendosi protagonista con due parate decisive nell'epilogo ai tiri di rigore, dopo lo 0-0 nei tempi regolamentari e supplementari. Esordisce in Serie A con la maglia dell'Inter, sostituendo l'infortunato Handanovič, il 2 febbraio 2020 contro l'Udinese, nella trasferta vinta dai nerazzurri per 2-0. Il 9 febbraio viene schierato nel derby di Milano contro il Milan, vinto per 4-2. Viene chiamato in causa anche la settimana successiva nella sfida contro la Lazio persa 1-2 e nei sedicesimi di Europa League contro il Ludogorec (2-0 e 2-1). Nella stagione seguente è il terzo portiere e il 2 maggio 2021 vince lo scudetto con l'Inter, primo trofeo della sua carriera, totalizzando l'unica presenza stagionale nel corso dell'ultima partita, vinta per 5-1 in casa contro l'Udinese (sua futura squadra), subentrando ad Handanovic nel secondo tempo.

#### Ritorno all'Udinese
Il 28 maggio 2021 viene ufficializzato il suo ritorno all'Udinese, con cui sigla un contratto biennale. In Friuli è il dodicesimo di Marco Silvestri e il 14 dicembre esordisce nella seconda esperienza all'Udinese, nella partita di Coppa Italia vinta 4-0 contro il Crotone.
Nel giugno del 2023, il portiere rinnova il proprio contratto con la società friulana fino al 30 giugno 2025. Il 1º marzo 2025, torna a giocare una partita da titolare dopo oltre due anni, nella partita interna di campionato contro il Parma, vinta per 1-0.
Nel giugno del 2025, rinnova il proprio contratto con l'Udinese per un'ulteriore stagione.

### Nazionale
È stato convocato in 14 occasioni nella nazionale Under-20 giocando 7 partite, mentre ha giocato la sua unica partita in Under-21 il 12 dicembre 2006 in occasione di Italia-Lussemburgo (2-0).
Tra il 2014 e il 2015 è stato convocato in 10 occasioni dal CT della nazionale maggiore Antonio Conte, senza mai scendere in campo.

## Controversie
Nell'interrogatorio del giocatore del Piacenza Carlo Gervasoni, arrestato nell'ambito dell'inchiesta calcioscommesse vengono fatti i nomi di "Andrea Masiello, Daniele Padelli, Simone Bentivoglio, Alessandro Parisi e Marco Rossi" per la presunta combine della partita Palermo-Bari del 7 maggio 2011.
Il 3 gennaio 2012 viene iscritto nel registro degli indagati dal pubblico ministero Roberto Di Martino insieme ad altri venti calciatori.
Il 26 luglio viene deferito dal procuratore federale Stefano Palazzi per illecito sportivo in merito a Palermo-Bari del 2011, ma il 10 agosto la Commissione Disciplinare della Federcalcio lo assolve perché il pentito che lo aveva accusato, Andrea Masiello, non è stato ritenuto credibile. Il 22 agosto in secondo grado viene nuovamente prosciolto.

## Statistiche

### Presenze e reti nei club
Statistiche aggiornate al 1º marzo 2025.
| Stagione        | Squadra         | Campionato      | Campionato | Campionato | Coppe nazionali | Coppe nazionali | Coppe nazionali | Coppe continentali | Coppe continentali | Coppe continentali | Altre coppe | Altre coppe | Altre coppe | Totale | Totale |
| Stagione        | Squadra         | Comp            | Pres       | Reti       | Comp            | Pres            | Reti            | Comp               | Pres               | Reti               | Comp        | Pres        | Reti        | Pres   | Reti   |
| --------------- | --------------- | --------------- | ---------- | ---------- | --------------- | --------------- | --------------- | ------------------ | ------------------ | ------------------ | ----------- | ----------- | ----------- | ------ | ------ |
| 2004-2005       | Sampdoria       | A               | 0          | 0          | CI              | 0               | 0               | -                  | -                  | -                  | -           | -           | -           | 0      | 0      |
| 2005-2006       | Pizzighettone   | C1              | 33         | -29        | CI              | 1               | -2              | -                  | -                  | -                  | -           | -           | -           | 34     | -31    |
| 2006-gen. 2007  | Crotone         | B               | 1          | -2         | CI              | 1               | -1              | -                  | -                  | -                  | -           | -           | -           | 2      | -3     |
| gen.-giu. 2007  | Liverpool       | PL              | 1          | -2         | FACup+CdL       | 0+0             | 0               | UCL                | 0                  | 0                  | CS          | -           | -           | 1      | -2     |
| 2007-2008       | Pisa            | B               | 7          | -10        | CI              | 1               | -3              | -                  | -                  | -                  | -           | -           | -           | 8      | -13    |
| 2008-2009       | Avellino        | B               | 15         | -23        | CI              | 0               | 0               | -                  | -                  | -                  | -           | -           | -           | 15     | -23    |
| 2009-2010       | Bari            | A               | 1          | -3         | CI              | 0               | 0               | -                  | -                  | -                  | -           | -           | -           | 1      | -3     |
| 2010-2011       | Bari            | A               | 2          | -3         | CI              | 3               | -5              | -                  | -                  | -                  | -           | -           | -           | 5      | -8     |
| Totale Bari     | Totale Bari     | Totale Bari     | 3          | -6         |                 | 3               | -5              |                    | -                  | -                  |             | -           | -           | 6      | -11    |
| 2011-2012       | Udinese         | A               | 0          | 0          | CI              | 0               | 0               | UCL+UEL            | 0                  | 0                  | -           | -           | -           | 0      | 0      |
| 2012-2013       | Udinese         | A               | 9          | -13        | CI              | 1               | -1              | UCL+UEL            | 0+2                | 0+-2               | -           | -           | -           | 12     | -16    |
| 2013-2014       | Torino          | A               | 38         | -47        | CI              | 1               | -2              | -                  | -                  | -                  | -           | -           | -           | 39     | -49    |
| 2014-2015       | Torino          | A               | 25         | -31        | CI              | 1               | -2              | UEL                | 12                 | -9                 | -           | -           | -           | 38     | -42    |
| 2015-2016       | Torino          | A               | 35         | -50        | CI              | 0               | 0               | -                  | -                  | -                  | -           | -           | -           | 35     | -50    |
| 2016-2017       | Torino          | A               | 2          | -4         | CI              | 2               | -1              | -                  | -                  | -                  | -           | -           | -           | 4      | -5     |
| Totale Torino   | Totale Torino   | Totale Torino   | 100        | -132       |                 | 4               | -5              |                    | 12                 | -9                 |             | -           | -           | 116    | -146   |
| 2017-2018       | Inter           | A               | 0          | 0          | CI              | 1               | 0               | -                  | -                  | -                  | -           | -           | -           | 1      | 0      |
| 2018-2019       | Inter           | A               | 0          | 0          | CI              | 1               | -2              | UCL+UEL            | 0+0                | 0                  | -           | -           | -           | 1      | -2     |
| 2019-2020       | Inter           | A               | 3          | -4         | CI              | 1               | -1              | UCL+UEL            | 0+2                | 0 + -1             | -           | -           | -           | 6      | -6     |
| 2020-2021       | Inter           | A               | 1          | -1         | CI              | 0               | 0               | UCL                | 0                  | 0                  | -           | -           | -           | 1      | -1     |
| Totale Inter    | Totale Inter    | Totale Inter    | 4          | -5         |                 | 3               | -3              |                    | 2                  | -1                 |             | -           | -           | 9      | -9     |
| 2021-2022       | Udinese         | A               | 3          | -8         | CI              | 1               | 0               | -                  | -                  | -                  | -           | -           | -           | 4      | -8     |
| 2022-2023       | Udinese         | A               | 0          | 0          | CI              | 1               | -3              | -                  | -                  | -                  | -           | -           | -           | 1      | -3     |
| 2023-2024       | Udinese         | A               | 0          | 0          | CI              | 0               | 0               | -                  | -                  | -                  | -           | -           | -           | 0      | 0      |
| 2024-2025       | Udinese         | A               | 1          | 0          | CI              | 0               | 0               | -                  | -                  | -                  | -           | -           | -           | 1      | 0      |
| Totale Udinese  | Totale Udinese  | Totale Udinese  | 13         | -21        |                 | 3               | -4              |                    | 2                  | -2                 |             | -           | -           | 18     | -27    |
| Totale carriera | Totale carriera | Totale carriera | 177        | -230       |                 | 16              | -23             |                    | 16                 | -12                |             | -           | -           | 209    | -265   |

## Palmarès

### Club
- Campionato italiano: 1

Inter: 2020-2021